# Saccharose alpha-glucosidase
La saccharose α-glucosidase est une glycoside hydrolase qui catalyse l'hydrolyse de la liaison α-D-osidique du saccharose et du maltose.
Cette enzyme, constituée d'une seule chaîne polypeptidique, est présente au niveau de la muqueuse digestive. Elle agit également sur l'isomaltose.